# Tajemství hrobky (film)
Tajemství hrobky  (v orignále The Inquiry nebo také The Final Inquiry a v italštině jako L'inchiesta) je italské historické drama z roku 2006, které režíroval Giulio Base. Ve filmu hrají Daniele Liotti a Dolph Lundgren. Jedná se o remake filmu z roku 1986 se stejným názvem v italštině; v češtině vydán jako Vyšetřování. 

## Zápletka
Příběh sleduje fiktivního římského tribuna jménem Titus Valerius Taurus, veterána z tažení v Germánii, který je císařem Tiberiem poslán do Judey, aby prozkoumal možnost božství nedávno ukřižovaného Ježíše. Přestože je zpočátku skeptický, Taurus je nakonec přesvědčen křesťanskou dívkou jménem Tabitha, kterou tam potká, a rozhodne se opustit armádu a zůstat s ní.

## Obsazení
- Daniele Liotti jako Titus Valerius Taurus
- Dolph Lundgren jako Brixos
- Mónica Cruz jako Tabitha
- Hristo Shopov jako Pilát Pontský
- Christo Jivkov jako svatý Štěpán
- Ornella Muti jako Marie Magdalena
- F. Murray Abraham jako Nathan
- Max von Sydow jako Tiberius
- Anna Kanakis jako Klaudia Procula
- Enrico Lo Verso jako apoštol Petr
- Fabrizio Bucci jako Ježíš Kristus